# Ère Kanbun
L'ère Kanbun (en japonais : 寛文) est une des ères du Japon (年号, nengō, littéralement « le nom de l'année ») suivant l'ère Manji et précédant l'ère Enpō. Cette ère couvre les années de la période allant du mois d'avril 1661 au mois de septembre 1673. Les empereurs régnants sont Go-Sai-tennō (後西天皇) et Reigen-tennō (霊元天皇).

## Changement de l'ère
- 1661 Kanbun gannen (寛文元年?) : La nouvelle ère Kanbun (qui signifie « art généreux ») est créée pour marquer un certain nombre de catastrophes, dont un grand incendie au Palais impérial. L'ère précédente se termine et la nouvelle commence en Manji 4.

## Événements de l'ère Kanbun
- 20 mars 1662 (Kanbun An 2, 1er jour du 2e mois) : Un puissant séisme à Heian-kyō détruit la tombe de Toyotomi Hideyoshi[3].
- 1620 (Kanbun An 2) : L'empereur Gosai ordonne à Tosa Hiromichi 土佐広通 (1561–1633), un disciple de l'école Tosa, d'adopter le nom Sumiyoshi (probablement en référence à un peintre du XIIIe siècle, Sumiyoshi Keinin 住吉慶忍), lorsqu'il est nommé à la position de peintre officiel pour le Sumiyoshi-Taisha 住吉大社[4].
- 5 mars 1663 (Kanbun An 3, 26e jour du 1er mois) : Go-sai abdique en faveur de son jeune frère, Satohito, âgé de 10 ans et vit ensuite dans l'isolement complet jusqu'à sa mort[5].
- 6 juin 1663 (Kanbun An 3, 1er jour du 5e mois) : Tremblement de terre dans la province d'Ōmi[3].
- Kanbun An 5, le 6e mois (1665) : On établit, dans toutes les villes et tous les villages de l'empire, des cours inquisitoriales, chargées d'examiner quelle est la croyance des habitants et le but visé est de découvrir et d'éliminer tous les restes du christianisme et des chrétiens au Japon. La même année on détermine des mesures pour les différentes étoffes[6].

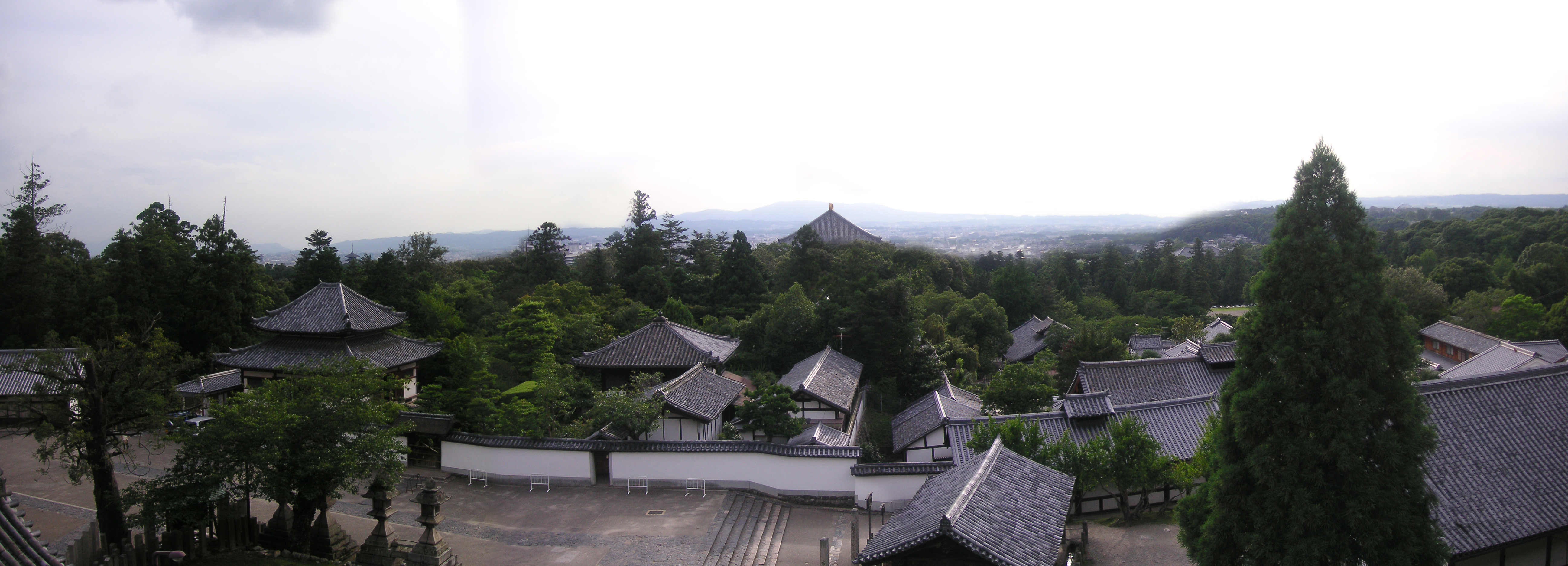
Vue vers le toit de Tōdai-ji à Nara, vue panoramique de Nigatsu-dō.

- Kanbun An 6, le 4e mois (1666) : Après un grand incendie dévastateur, la reconstruction du temple de Nigatsu-dō (二月堂) à Nara commence[7].
- Kanbun An 8, le 1er jour du 2e mois (1668) : À Edo, un grand incendie dure pendant quarante-cinq jours[7].
- 1668 (Kanbun An 8, 2e jour du 1er mois) : Un grand incendie se déclare à Edo et le sinistre dure 45 jours. L'incendie catastrophique est attribué à un incendie criminel. Les résidents d'Edo et les historiens ultérieurs de la période l'appellent également l'incendie de la huitième année de Kanbun[7].
- 1669 (Kanbun An 9) : Une rébellion des  Aïnous, la rébellion de Shakushain (1669-1672), éclate dans Hokkaido contre le clan Matsumae. Une grande famine sévit au Japon[7].
- 1670 (Kanbun An 10) : Les îles Bonin (Ogasawara) sont découvertes par les Japonais quand un navire faisant voile vers Edo en provenance du Kyūshū est détourné de son cours par une tempête[8].